# Наследник Империи
«Наследник Империи» (англ. Heir to the Empire) — фантастический роман американского писателя Тимоти Зана, первая книга из «Трилогии Трауна». Издан в США в 1991 году. В России выпускался издательствами «Fanzon» (2023), «Азбука» (1996 и 2016) и «Эксмо» (2002).

## Сюжет
Прошло пять лет после того, как была уничтожена вторая Звезда Смерти, Дарт Вейдер уничтожил Императора, а остатки Империи оказались загнанными в далекие уголки Галактики.
Командующий Звездным разрушителем «Химера» Гилад Пеллеон получает сообщение. Коды, которые были прикреплены к сообщению, соответствовали передачам от Палпатина и его окружения, Немедленно отправившись в назначенное место, Пеллеон подобрал челнок, на борту которого находился последний гранд-адмирал Империи и единственный нечеловек, достигший такого звания — Митт’рау’нуруодо, больше известный как Траун. Вскоре многие имперские моффы и военачальники подчинились Трауну, считая, что он поможет им захватить утраченные территории. Сам гранд-адмирал решил сделать своим флагманом «Химеру», фактически, назначив Пеллеона своим ближайшим помощником.
После рейда разведчиков на Оброа-Скай Траун рассказал Пеллеону, в чём будут заключаться их последующие действия. Для начала, они отправились на планету Миркр, где собрали множество исаламири, животных, способных блокировать Силу на небольшом пространстве вокруг себя. Далее «Химера» двинулась в сторону Вейланда, одной из сокровищниц Императора, где Траун получил две вещи: первой вещью стали цилиндры спаарти, которые были отправлены на планету после широко известной битвы за Картао, прогремевшей в ходе Войн клонов. Второй вещью, а вернее, существом, стал безумный клон мастера-джедая Йоруса К’баота. Пеллеон был шокирован, когда узнал, что мастер был нужен Трауну для координаций действий флота при помощи Силы. Тогда же Траун рассказал Гиладу о причине поражения у Эндора — приказ императора адмиралу Пиетту не вступать в сражение был «дублирован» контролем над сознаниями высшего комсостава флота. Именно поэтому после гибели императора пришедшие в себя офицеры были шокированы потерей флагмана «Палач» и в панике отступили, имея подавляющее преимущество над противником. Пеллеон опасался К’баота, считая его ненормальным, однако Траун был уверен, что сможет его контролировать. На мостике «Химеры» постоянно присутствовали Исаламири.
Тем временем, Новая Республика сталкивается с нехваткой грузовых кораблей. Занявшийся этим вопросом Хан Соло попытался заключить контракт на грузоперевозки с контрабандистами, для чего встретился с известным контрабандистом Тэлоном Каррде. Однако, контрабандисты опасаются связываться с Новой республикой, не доверяя, в первую очередь, адмиралу Акбару, известному своей неприязнью к любой незаконной деятельности в космосе.
Чтобы заручиться поддержкой К’баота, Траун пообещал ему ещё неродившихся детей Леи и Хана, которых должны были захватить отряды бойцов-ногри, загадочной расы, славящейся наемными убийцами. Один Ногри — Рукх — является личным телохранителем Трауна. Однако К’Баот не отказался бы и от Люка. Первая попытка захватить Лею во время дипломатического визита на Биммисаари оказалась неудачной и Пеллеон был вынужден сообщить об этом Гранд-адмиралу. Однако была и хорошая новость: найденные в горе Тантисс цилиндры спаарти были признаны инженерами пригодными к использованию. На последующем совещании, когда К’баот потребовал достать джедаев, Пеллеон предложил компромисс: он посчитал, что тёмному джедаю следует затаиться на одной из планет и распустить слухи о том, что один из джедаев пережил Великое истребление. В итоге, Скайуокер сам придёт к К’баоту, и за ним не придётся охотиться. И Траун и К’баот согласились с этим предложением. Сразу после этого Траун при помощи К’баота реализовал одновременную атаку на несколько систем в секторе Слуис. Пока «Химера» с другими кораблями атаковала Бфасш, две другие группы ударили по соседним с ней системам. Пеллеон отметил, что при помощи клона мастера-джедая эффективность действий экипажа «Химеры» возросла во много раз, по сравнению с предыдущими результатами. Однако атака была недолгой; выполнив поставленную задачу, разрушители отступили.
После этого, не без помощи К’баота, Траун смог реализовать свой план по захвату «копалок» — автоматических горнодобывающих установок из шахтерского поселения на Нклоне, принадлежащего поселения Лэндо Калриссиану. Специально модернизированный для этой операции Звёздный разрушитель «Вершитель» успешно справился с задачей, проникнув на Нкллон и похитив корабли. И пока К’баот отправился на Йомарк, дожидаться прилёта Скайуокера, Траун и Пеллеон занялись приготовлениями к удару по верфям на Слуис Ван. Одновременно с этим они попытались похитить Скайуокера, заманив его в засаду, но он смог уйти, после чего был захвачен Тэлоном Каррде.
Оказалось, что контрабандистов вывела к истребителю Люка помощница Каррде Мара Джейд, неизвестным образом почуявшая его на огромном расстоянии. После захвата Люка и он и Каррде начинают понимать, что Мара — скрытый джедай. Однако она исполнена иррациональной ненависти к Люку. Сама она считает, что он разрушил её жизнь, убив Императора. Однако, несмотря на то, что Мара жаждет убить Люка, она не может это сделать даже в нескольких благоприятных ситуациях. Сама она объясняет это тем, что Люка оказывался ей нужен.
Тем временем, Лея, опасаясь новых попыток похищения со стороны Ногри укрывается вместе с Чубаккой на его родной планете Кашиик. Однако ногри находят их и там. Но во время боя Ногри Хабаракх прекращает атаку. На допросе он заявляет почему это сделал — он узнал (по запаху), что Лея Мал’ари’уш — дочь и наследница господина Ногри Дарта Вейдера…
Когда-то после сражения над их родной планетой Хоногр, она оказалась загрязнена химическими веществами, образовавшимися из обломков сгоревших в атмосфере кораблей. Хоногр пережил масштабную экологическую катастрофу и ногри были близки к вымиранию. Однако им на помощь пришел Дарт Вейдер и силы Империи. Они смогли частично восстановить экологию, и за это ногри поклялись вечно служить Империи. После гибели Вейдера новым хозяином Ногри стал Траун.
Лея не может понять такого, потому что это идет в противоречие во всем, что она знала об империи вообще и Вейдере в частности. Она решает отправиться на Хоногр и встретиться с лидерами Ногри. Она отпускает Хабаракха и договаривается с ним, что через определенное время они встретятся на орбите Эндора и Хабаракх отвезет Лею на Хоногр.
Тем временем, поиски контактов с контрабандистами приводят Хана на Миркр, на котором находилась база Каррде. Узнав об этом, Люк пытается бежать, добравшись до своего истребителя. За ним пускается в погоню Мара. Однако их корабли сталкиваются и падают в дикие леса Миркра. Им приходится пробиваться к ближайшему поселению, преодолевая неприязнь.
В это время Траун также посетил Миркр, прибыв за новой партией исаламири. С целью «помочь» Каррде в поисках «беглого предателя» (так Каррде объяснил засеченную «Химерой» попытку побега Люка) он высадил небольшую группу солдат, которая вскоре обнаружила Скайуокера. Однако, Гранд-адмирал к тому времени уже покинул планету. Империя принялась реализовывать свой план по атаке на верфи Слуис Вана, целью которой был захват кораблей для будущих клонов, которые будут выращены в цилиндрах спаарти.
В это время республиканское командование приняло план Акбара по решению проблемы грузоперевозок. К Слуис Ван пришло крупное соединение каламарианских крейсеров, временно мобилизованных для грузоперевозок. С них была снята большая часть вооружения, чтобы освободить место под грузы. Эти корабли и стали целью Трауна.
Имперский флот атакует Слуис Ван, под прикрытием атаки замаскированный корабль выпускает «Копалки», которые пробивают борта кораблей, высаживая абордажные группы. Исход сражения казался решенным, но в зону сражения прибыли Люк, Хан и Лэндо и помешали его реализации: Калриссиан, прекрасно знающий программные коды своих «копалок» смог заставить их двигаться. Операция провалилась, и флот Империи отступил. Траун тут же направился на Миркр, чтобы отомстить Каррде, но тот вовремя успел уйти, не без помощи Мары Джейд.
А на Слуис Ване Люк, Хан и Лэндо получаю ошеломляющую новость — адмирал Акбар арестован по подозрению в измене. Дело в том, что соединение почти безоружных крейсеров подошло к Слуис Ван как раз в момент имперской атаки, а через некоторое время на счет Акбара была переведена огромная сумма…